# Callochiton sulcatus
Callochiton sulcatus är en blötdjursart som beskrevs av Hugo Frederik Nierstrasz 1905. Callochiton sulcatus ingår i släktet Callochiton och familjen Ischnochitonidae. Inga underarter finns listade i Catalogue of Life.